# HK P7
Pour les articles homonymes, voir P7.

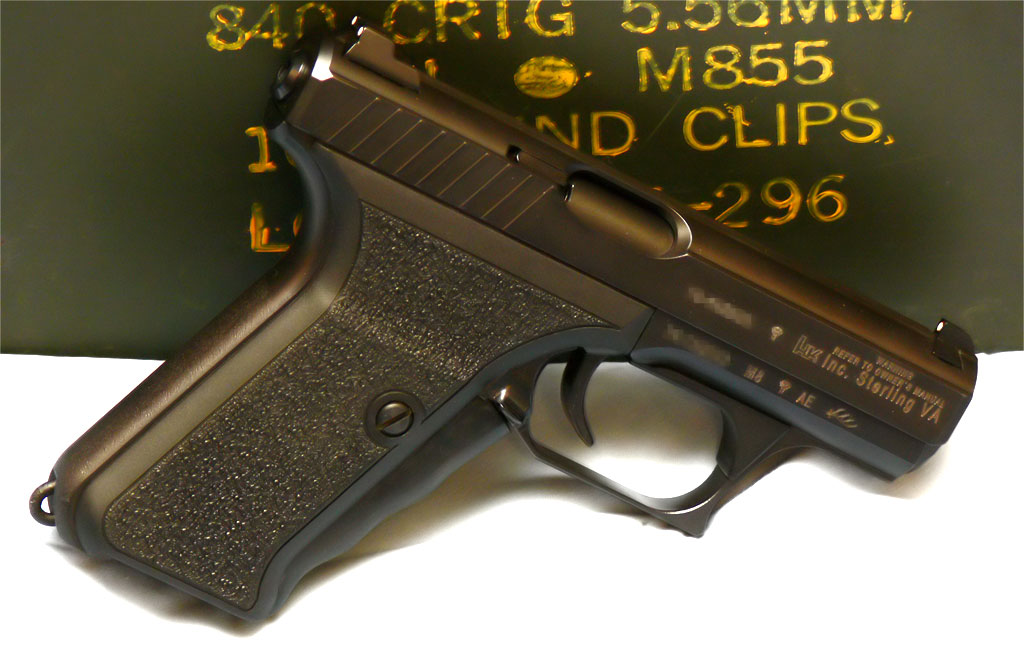
Le P7M8 adopté par de nombreux services de police en RFA à la fin des années 1970.

Le HK P7 est un pistolet conçu et fabriqué par l’entreprise allemande d’armement Heckler & Koch.

## Présentation
Il a été développé en 1971 et proposé à la police allemande en 1976 sous le nom de PSP (Polizei Selbstlade Pistole— soit "Pistolet semi-automatique pour la police"). C'est une arme compacte, à la fois courte et peu épaisse mais d'un poids élevé comparativement aux armes modernes dotées d'une carcasse de polymères. 
Il est équipé de systèmes de sécurité renforcés, notamment un dispositif assez original de levier situé à l'avant de la poignée et qui permet d'armer le percuteur. La détente et la poignée doivent être pressées pour déclencher le tir. Conscient que cette double manœuvre peut constituer un handicap dans le stress du combat, les deux opérations peuvent être faites dans n'importe quel ordre : le tir sera déclenché même si la détente est pressée d'abord et la poignée ensuite. Lorsque le chargeur est vide, la culasse est retenue en arrière et il suffit alors de presser le levier de la poignée après avoir introduit un nouveau chargeur pour la libérer et charger une cartouche dans la chambre.
Le P7 se distingue par un canon particulièrement bas limitant la remontée de l'arme lors du tir. L'action de son mécanisme est assez originale puisque le mouvement de la culasse initié par le recul de la munition est retardé par un système à gaz. Ce système permet au P7 de conserver une culasse et un ressort plus légers que ce qu'une arme chambrée en 9 mm parabellum pourrait permettre. Bien qu'étant construit entièrement en acier le P7 demeure donc léger, ce qui était l'une des contraintes du cahier des charges de la police allemande.
Ces deux facteurs, associés à une détente sensible contribuent à le rendre particulièrement précis. Il est également réputé pour le confort de sa poignée et son équilibre. En revanche son prix est relativement élevé, son mécanisme de retardement requiert un entretien régulier et il chauffe beaucoup après le tir de 2 ou 3 chargeurs notamment parce que le système à gaz est situé au-dessus de la détente. Les versions qui en sont dotées possèdent également une pièce ignifugée destinée à protéger le doigt du tireur des risques de brûlure. 
Dans la comparaison effectuée par les polices allemandes en 1976, il était le 7e parmi 8 concurrents. Le 5e, le Walther renommé P5 fut adopté par la Rhénanie et le Bade-Wurtemberg. Le 6e, le Sig-Sauer renommé P6 connut le meilleur succès et fut surtout adopté par la police fédérale. Le HK, d'abord appelé PSP, avait un chargeur maintenu par un poussoir sous l'arrière de la poignée (dont les plaquettes n'ont pas de marquage). Rebaptisé P7, il fut adopté par la Saxe et la police des frontières (BundesGrenzSchutz), et le verrou (totalement ambidextre) de chargeur se retrouva derrière le pontet. La première version largement diffusée commercialement est elle aussi chambrée en 9 mm Parabellum pour une contenance de 8 coups et est connue sous la désignation P7M8 (cette appellation figure en bas des plaquettes de poignée, comme pour les modèles postérieurs). En 1982, une version grande capacité, P7M13, munie d'un chargeur à double colonne de 13 coups a été introduite. En 1991, le P7M10 chambré en .40S&W avec une capacité de 10 coups est venu s'ajouter aux deux modèles précédents. Il a surtout été proposé aux États-Unis, mais sa culasse volumineuse et lourde (puisque le piston assurant le retard à l'ouverture reste quasiment inchangé) ne lui a valu qu'un succès mitigé.
En 1984, une version très particulière, P7K3, a été commercialisée pour le marché civil. Le pistolet chambré pour des munitions peu puissantes abandonne le système à gaz désormais inutile, ce qui permet en changeant le canon et la culasse de convertir facilement le pistolet pour trois calibres différents, à savoir en 9 mm short, 7,65 mm et .22 long Rifle. Il s'agit d'un pistolet convertible qui n'a en conséquence qu'un seul nom pour les 3 calibres. La production du HK P7 a pris fin en 2008.
|                   | P7M8      | P7M13     | P7M10    | P7K3      | P7K3             | P7K3           |
| ----------------- | --------- | --------- | -------- | --------- | ---------------- | -------------- |
| Munition          | 9 mm Para | 9 mm Para | .40 S&W  | 9 mm Kurz | 7,65 mm Browning | .22 Long Rifle |
| Poids non chargé  | 0,794 kg  | 0,850 kg  | 0,950 kg | 0,748 kg  | 0,757 kg         | 0,771 kg       |
| Poids chargé      | 0,959 kg  | 1,131 kg  | 1,2 kg   | 0,850 kg  | 0,847 kg         | 0,852 kg       |
| Longueur          | 17,1 cm   | 17,5 cm   | 17,5 cm  | 16 cm     | 16 cm            | 16 cm          |
| Longueur du canon | 10,5 cm   | 10,5 cm   | 10,5 cm  | 9,7 cm    | 9,7 cm           | 9,7 cm         |
| Capacité          | 8 coups   | 13 coups  | 10 coups | 8 coups   | 8 coups          | 8 coups        |

## Utilisateurs
- Allemagne : P7M8 (Landespolizei de Bade-Wurtemberg, de Basse-Saxe et de Bavière)/P7M13 (GSG-9)
- République démocratique du Congo : P7M13 en petit nombre
- Émirats arabes unis
- États-Unis : notamment les Police Tribale Navajo, Detroit Police Department (Special Response Team) New Jersey State Police et US Park Police.
- France : GIGN
- Grèce : production sous licence par Ellenki Biomicanicha Oplon du P7M8 sous le nom d'EP7 pour l'Armée grecque. En cours de rempalecement par 35000 HK USP.
- Mexique : production sous licence du P7M13 avec un levier de sécirité manuel supplémentaire, actionné par le pouce, sous le nom d'P7M13S, par le Districto Industrial Militar.
- Norvège: P7M8
- Singapour
- Uruguay
- 🇨🇦 Canada : Police municipale de St-Eustache province de Québec. Le P7M13 fut l'arme de service de ce corps de police pendant plus de 20 ans.

## Les HK PSP P7 M8 et P7 M13 dans la culture populaire
Selon le site Internet Movie Firearms Database, le HK P7 est notamment présent dans de nombreuses œuvres.

## Sources
Cette notice est issue de la lecture des revues spécialisées de langue française suivantes :
- Cibles (Fr)
- AMI (B, disparue en 1988)
- Gazette des Armes (Fr)
- Action Guns (Fr)
- Raids (Fr)
- Assaut (Fr)